# Křížová cesta (Vyskeř)
Křížová cesta ve Vyskeři v okrese Semily v Libereckém kraji vede z obce na sever na kopec Vyskeř, místně zvaný též Hůra.

## Historie
Křížová cesta z roku 1825 má čtrnáct zastavení v podobě pískovcových sloupků s nikou, ve které jsou pašijové obrázky. Cesta vede z obce od kostela Nanebevzetí Panny Marie lesní pěšinou ke kapli svaté Anny z roku 1830, která stojí na vrcholu kopce. Spolu s kaplí jsou na vrcholu též tři kříže a Boží hrob - umělá jeskyně v čedičové skále, od kaple na jihozápad.
Roku 1999 byla zastavení restaurována, opískované sloupy byly osazeny novými reliéfy, zhotovenými podle dochovaných podkladů. Rekonstrukci křížové cesty provedl akademický sochař J. Marek.